# Chất điểm
Chất điểm hoặc khối điểm là một khái niệm vật lý lý thuyết chỉ những vật có khối lượng đáng kể nhưng kích thước có thể bỏ qua trong quá trình khảo sát các tính chất vật lý của chúng. Chất điểm là một đối tượng của vật lý, khác với "điểm" trong toán học vì ngoài tính chất hình học như một điểm, nó còn gắn với các tính chất vật lý như khối lượng.  Khối điểm có khối lượng riêng lớn vô hạn.

## Chuyển động vật rắn
Chuyển động tổng quát của vật rắn luôn là chồng chập của hai chuyển động:
- chuyển động tịnh tiến, tương đương với chuyển động của chất điểm có khối lượng bằng khối lượng của vật rắn, nằm tại tâm khối của vật rắn.
- chuyển động quay của vật rắn quay tâm khối.

Việc coi một vật rắn như là một chất điểm nhằm mục đích đơn giản hóa các miêu tả trên lý thuyết về chuyển động của nó, chỉ xem xét tới chuyển động tịnh tiến của vật rắn mà bỏ qua chuyển động quay của vật rắn quanh khối tâm (hoặc coi chuyển động quay như là một tính chất, ví dụ spin, của chất điểm).

## Ví dụ
Khối điểm trong vật lý thường là sự lý tưởng hóa một vật hoặc một hệ vật, mà trong đó kích thước của hệ có thể bỏ qua khi so với các khoảng cách, con đường mà nó đi. Tùy thuộc vào từng hoàn cảnh mà chất điểm có thể là mô hình xấp xỉ của các vật thể trong các bài toán lý thuyết như:
- Hòn đá được ném theo một phương nào đó so với mặt đất – kích thước của nó là không đáng kể so với khoảng cách mà nó đạt được, cũng như so với sai số trong đo đạc.
- Con tàu trên biển – kích thước của nó là không đáng kể so với kích cỡ của biển.
- Trái Đất quay trên quỹ đạo quanh Mặt Trời – thì kích thước của nó (bán kính khoảng 6370 km) cũng không đáng kể so với bán kính của quỹ đạo (150 triệu km).

## Hình cầu đồng nhất
Trong những bài toán mà vật rắn ở dạng hình cầu đồng nhất, tương tác với các vật thể khác bằng lực là chồng chập của lực gây ra bởi từng thành phần rất nhỏ - đủ nhỏ để coi là chất điểm - trên vật rắn này, mà lực tương tác phụ thuộc vào nghịch đảo bình phương khoảng cách (như lực hấp dẫn, lực tĩnh điện,...), thì có thể chứng minh được là vật rắn này hành động như một khối điểm nằm tại khối tâm của nó.

## Điện tích điểm
Nếu chất điểm có điện tích, nó được gọi là điện tích điểm. Nếu điện tích điểm được sử dụng trong một thí nghiệm, có thể là thí nghiệm tưởng tượng trên lý thuyết, thì nó được gọi là điện tích thử. Trong nhiều thí nghiệm tưởng tượng, có thể không cần quan tâm đến khối lượng của điện tích điểm mà chỉ cần quan tâm đến điện tích của nó. Điện tích điểm có mật độ điện tích khối lớn vô hạn.